# محمدناصر شرافت
محمدناصر شرافت جهرمی سیاستمدار اقتصاددان اهل ایران و سرپرست سابق وزارت اقتصاد و عضو هیئت علمی دانشگاه شهید بهشتی است.

## زندگی‌نامه
محمدناصر شرافت دانش‌آموخته اقتصاد در مقطع دکتری است. در دولت سوم به جمع دولتمردان ایرانی پیوست. حسین نمازی که از سال ۱۳۶۲ به عنوان وزیر اقتصاد انتخاب شده بود، در همان دوره شرافت را به عنوان معاون‌اش انتخاب کرد، به این ترتیب شرافت اولین مسئولیت دولتی‌اش را تجربه کرد. در سال ۱۳۶۴ شرافت به عنوان سرپرست وزارت اقتصاد دولت سوم انتخاب شد. در زمان دولت اول هاشمی که سیاست‌های تعدیل اقتصادی اجرا می‌شد، وی از دولت کناره گرفت که برای وی، گامی دوباره برای بازگشت به دانشگاه بود وی در این مدت به عنوان رئیس دانشکده اقتصاد دانشگاه شهید بهشتی فعالیت داشت. در دولت دوم هاشمی در سال ۱۳۷۴، با توقف سیاست‌های نئو لیبرالی، زمینه بازگشت او را به دولت فراهم کرد به این ترتیب وی به عنوان قائم‌مقام وزیر وقت اقتصاد برگزیده شد. با آغاز دولت اصلاحات حسین نمازی برای باری دیگر به عنوان وزیر اقتصاد انتخاب شد و وی به عنوان مشاور در کنارش فعالیت می‌کرد. با آغاز دولت دوم اصلاحات و روی کار آمدن اقتصاددانان لیبرال میانه و لیبرال کلاسیک، شرافت به عنوان مشاور از قوه مجریه به قوه قضائیه نقل مکان کرد. همچنین در دولت احمدی‌نژاد عضو شورای پول و اعتبار شد.